# Artefakt (badania naukowe)
Artefakt – niepożądany czynnik, ujawniający się w trakcie empirycznych badań naukowych, zniekształcający przedmiot badań, wnoszący do badań element, który realnie nie istnieje; może być następstwem np. błędnej metody badawczej.